# Georgine Gaisl
Georgine Gaisl (* 30. Mai 1927 in der Tschechoslowakei; † 1. Juli 2018 in Graz) war eine österreichische Sportmedizinerin und Hochschullehrerin.

## Leben
Gaisl studierte Medizin, zwischen Februar 1972 und Ende Mai 1973 war sie am Institut für Leibeserziehung der Karl-Franzens-Universität Graz als wissenschaftliche Assistentin tätig sowie später ebendort Hochschulassistentin, Professorin und Leiterin der Abteilung Biometrie und Physiologie des Sports. Ihre Doktorarbeit mit dem Titel „Die Bedeutung des Verhaltens der Belastungsacidose für die Beurteilung des Trainingszustandes und für die Optimierung des sportlichen Trainings“ wurde 1979 angenommen, im Juli 1984 schloss sie ihre Habilitation ab. Mit dem Jahresende 1992 ging Gaisl in den Ruhestand.
Im Mittelpunkt von Gaisls wissenschaftlicher Arbeit standen medizinische Aspekte des Leistungssports, Leistungsdiagnostik, körperliche Belastung bei Kindern und Jugendlichen, der Conconi-Test sowie Belastungen im Sport und im Arbeitsumfeld. Laut Nachruf der Universität Graz trug die über zahlreiche weltweite Wissenschaftskontakte verfügende Gaisl maßgeblich dazu bei, dass an der Hochschule „ein international angesehener Schwerpunkt für nicht-invasive Leistungsdiagnostik“ entstand.